# Romola Garai
Romola Garai est une actrice, réalisatrice et scénariste britannique de théâtre et de cinéma, née le 6 août 1982 à Hong Kong.

## Biographie
Romola Sadie Garai est une actrice de nationalité britannique. Sa famille paternelle est d’origine juive ashkénaze hongroise. Elle grandit entre Singapour et Hong Kong jusqu’à l’âge de 8 ans, puis sa famille regagne l'Angleterre.
Elle a un frère, Ralph et deux sœurs, Roxy et Rosie. 
Elle est ensuite pensionnaire à la Stonar School dans le Wiltshire, et, à 16 ans, s'inscrit à la City of London School for Girls. 

### Vie privée
Depuis 2011[réf. nécessaire], elle fréquente l'acteur et réalisateur britannique Sam Hoare (en). En novembre 2012, ils annoncent attendre leur premier enfant. En mars 2013, Romola donne naissance à une petite fille[réf. nécessaire]. L'année suivante, en 2014, ils se marient après trois ans de vie commune.

## Carrière
Chanteuse dans un groupe de jazz, Romola fait ses débuts dans la série télévisée The Last of the Blonde Bombshells (en).
Elle hésite à devenir journaliste comme sa mère puis choisit le métier d’actrice.
Elle poursuit sa carrière à la télévision dans la série Start-up et obtient son premier rôle au cinéma en 2004 avec Dirty Dancing 2 de Guy Ferland, bien qu’elle n’ait aucune expérience de la danse avant le tournage. Elle donne ensuite la réplique à Reese Witherspoon dans Vanity Fair de Mira Nair.
Elle fut nommée aux British Independent Film Awards pour sa prestation dans Rose et Cassandra de Tim Fywell.
Elle devient l’amie de Scarlett Johansson à l’écran dans Scoop de Woody Allen (2006). François Ozon la remarque et elle devient son premier et unique choix pour le personnage principal d’Angel, sorti l'année suivante. Toujours en 2007,elle joue aux côtés de Keira Knightley et James McAvoy dans Reviens-moi, de Joe Wright.
En 2011, elle se fait remarquer par son interprétation d'une journaliste talentueuse et ambitieuse dans les deux saisons de la série The Hour. La même année, elle joue avec Anne Hathaway et Jim Sturgess dans Un jour de Lone Scherfig et Junkhearts de Tinge Krishnan.
En 2013, elle tourne dans les films The Last Days on Mars de Ruairi Robinson et Having You de son mari, Sam Hoare. L'année suivante, elle est présente dans la série The Great War : The People's Story.
En 2017, elle joue dans les séries Born to Kill et Miniaturiste avec Anya Taylor-Joy.
En 2020, elle incarne Eleanor Marx dans Miss Marx de Susanna Nicchiarelli et elle tourne également dans Les Enfants de Windermere de Simon Block.

## Filmographie

### Actrice

#### Cinéma

##### Longs métrages
- 2002 : Nicholas Nickleby de Douglas McGrath : Kate Nickleby
- 2003 : Rose et Cassandra (I Capture the Castle) de Tim Fywell : Cassandra Mortmain
- 2004 : Dirty Dancing 2 (Dirty Dancing 2 : Havana Nights) de Guy Ferland : Katey Miller
- 2004 : Vanity Fair : La Foire aux vanités (Vanity Fair) de Mira Nair : Amelia Sedley
- 2004 : Inside I'm Dancing de Damien O'Donnell : Siobhan
- 2006 : Scoop de Woody Allen : Vivian, l'amie anglaise de Sondra
- 2006 : Comme il vous plaira (As You Like It) de Kenneth Branagh : Celia
- 2006 : Amazing Grace de Michael Apted : Barbara Spooner
- 2007 : Reviens-moi (Atonement) de Joe Wright : Briony Tallis à 18 ans
- 2007 : Angel de François Ozon : Angel Deverell
- 2008 : The Other Man de Richard Eyre : Abigail
- 2009 : 1939 (Glorious 39) de Stephen Poliakoff : Anne Keyes
- 2010 : Words of the Blitz de Paul Copeland
- 2011 : Un jour (One Day) de Lone Scherfig : Sylvie
- 2011 : Junkhearts de Tinge Krishnan : Christine
- 2013 : The Last Days on Mars de Ruairi Robinson : Rebecca Lane
- 2013 : Having You de Sam Hoare[4] : Camilla
- 2015 : Les Suffragettes (Suffragette) de Sarah Gavron : Alice Haughton
- 2020 : Miss Marx de Susanna Nicchiarelli : Eleanor Marx
- 2020 : Les Enfants de Windermere (The Windermere Children) de Simon Block : Marie Paneth
- 2023 : Une vie (One Life) de James Hawes : Doreen Warriner
- 2024 : Scoop de Philip Martin : Esme Wren
- 2024 : The Critic de Anand Tucker : Madeleine

##### Courts métrages
- 2008 : Running for River de Angus Jackson : Blair
- 2011 : Babysitting de Sam Hoare : Maggie
- 2012 : Whitelands d'Immanuel von Bennigsen : Jen

##### Doublage
- 2005 : El sueño de una noche de San Juan de Ángel de la Cruz et Manolo Gómez : Helena (voix dans la version anglaise)
- 2006 : Renaissance de Christian Volckman : Ilona Tasuiev (voix dans la version anglaise)

#### Télévision

##### Séries télévisées
- 2000 : Start-up (Attachments) : Zoe Atkins
- 2002 : Daniel Deronda : Gwendolen Harleth
- 2008 : Great Performances : Cordelia
- 2009 : Emma : Emma Woodhouse
- 2011 : The Crimson Petal and The White : Sugar
- 2011 - 2012 : The Hour : Bel Rowley
- 2014 : The Great War : The People's Story : Kate Parry Frye
- 2017 : Born to Kill : Jenny Woodford
- 2017 : Miniaturiste : Marin Brandt
- 2022 : Becoming Elizabeth : Marie Tudor
- 2023 : Vigil : Eliza Russell

##### Téléfilms
- 2000 : The Last of the Blonde Bombshells de Gillies MacKinnon : Elizabeth jeune
- 2001 : Perfect de John Strickland : Charlotte
- 2005 : L'Incroyable Voyage de Mary Bryant (The Incredible Journey of Mary Bryant) de Peter Andrikidis : Mary Bryant
- 2008 : King Lear de Trevor Nunn : Cordelia
- 2013 : Legacy (en) de Pete Travis : Anna
- 2015 : Churchill's Secret de Charles Sturridge : Millie Appleyard

### Réalisatrice
- 2020 : Amulet (également scénariste)

## Voix francophones
En France
| - Chloé Berthier dans : - Scoop - As You Like It - Une vie - Maïa Michaud dans : - Les Suffragettes - Scoop | Et aussi - Caroline Victoria dans Nicholas Nickleby - Mélodie Orru dans Dirty Dancing 2 - Charlotte Corréa dans Vanity Fair : La Foire aux vanités - Laura Blanc dans L'Incroyable voyage de Mary Bryant (téléfilm) - Virginie Méry dans Renaissance (voix) - Ludivine Sagnier dans Angel - Elisabeth Ventura dans Reviens-moi - Marcha van Boven dans Emma (mini-série) - Alexia Lunel dans Un jour - Caroline Mozzone dans The Hour (série télévisée) |

Au Québec
|  |  |